# Synageles mexicanus
Synageles mexicanus là một loài nhện trong họ Salticidae.
Loài này thuộc chi Synageles. Synageles mexicanus được Cutler miêu tả năm 1988.